# Brendan Bellomo

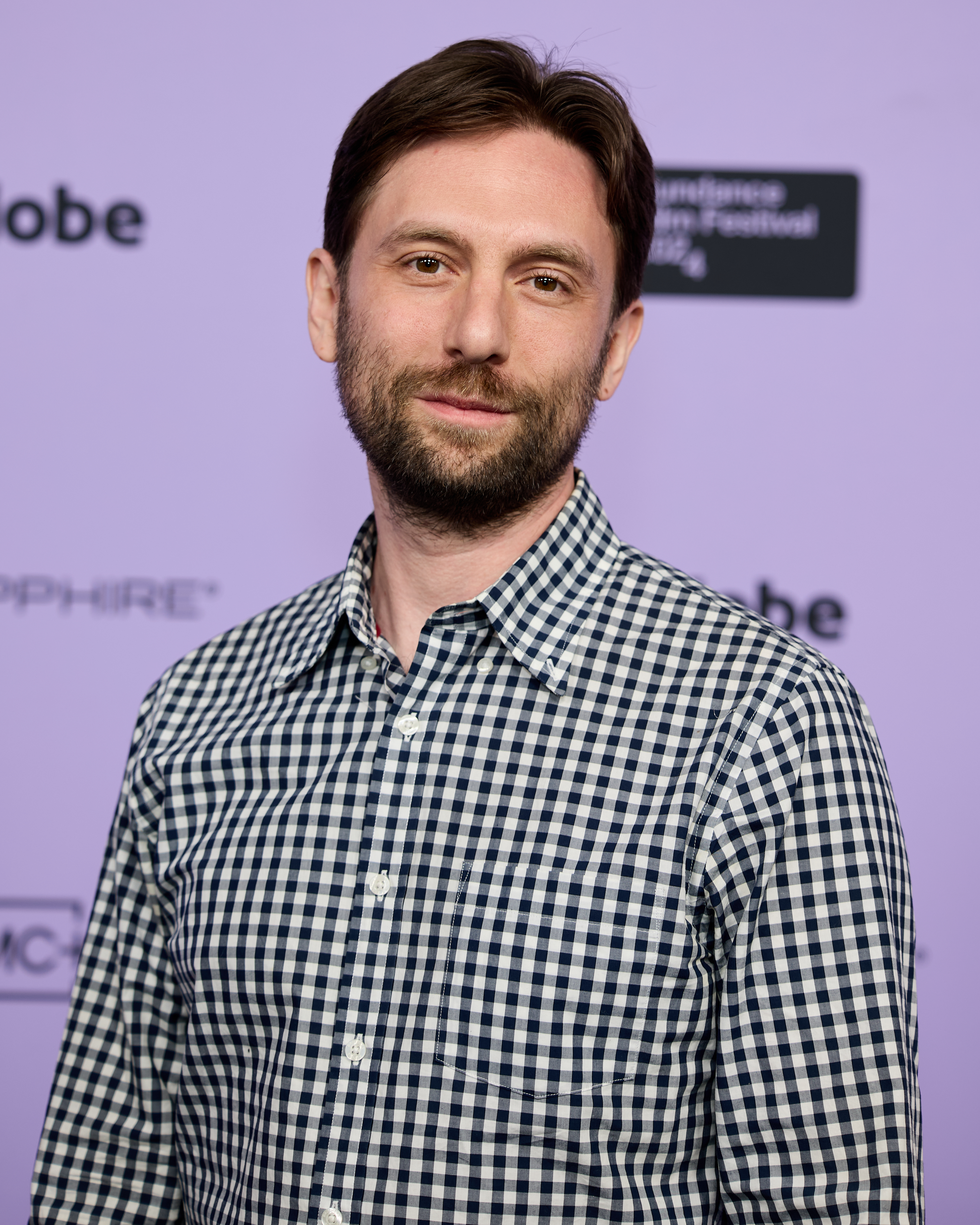
Brendan Bellomo, 2024

Brendan Bellomo (* im 20. Jahrhundert) ist ein US-amerikanischer Filmregisseur und -produzent.

## Leben und Wirken
Bellomo studierte an der Tisch School of the Arts der New York University. Während seiner Zeit an der Universität drehte er den Science-Fiction-Kurzfilm Bohemibot, dessen Produktion über zwei Jahre dauerte und an dem über 200 Studenten und Profis mitarbeiteten. Bohemibot wurde auf über 30 Filmfestivals gezeigt und gewann zahlreiche Auszeichnungen, unter anderem für Kamera, Ton und visuelle Effekte. Für seinen Film wurde Bellomo 2009 mit dem Student Academy Award ausgezeichnet.
Neben seiner Arbeit als Regisseur ist Bellomo auch als Visual Effects Supervisor bei Film, Fernsehen und Werbung tätig. Unter anderem arbeitete er an dem oscarnominierten Film Beasts of the Southern Wild.
2019 drehte Bellomo den Science-Fiction-Kurzfilm Extra Ordinary, der zu einem Spielfilm weiterentwickelt werden soll.
Bellomos erster Langfilm, der Dokumentarfilm Porcelain War, feierte seine Premiere auf dem Sundance Film Festival 2024. Er gewann zahlreiche Preise und wurde bei der Oscarverleihung 2025 in der Kategorie Bester Dokumentarfilm nominiert.
Außerdem ist Bellomo Gründungsmitglied von InviziPro, einem Filmtechnologieunternehmen mit Sitz in Los Angeles.

## Filmografie
- 2009: Bohemibot
- 2019: Extra Ordinary
- 2024: Porcelain War

## Auszeichnungen
Directors Guild of America Award
- 2025: Auszeichnung für die Beste Regie – Dokumentarfilm (Porcelain War)[4]